# جیمز ایچ نیومن
جیمز اچ نیومن (به انگلیسی: James Hansen Newman) فضانورد اهل ایالات متحده آمریکا است که در ۱۶ اکتبر ۱۹۵۶ میلادی در ایالات فدرال میکرونزی زاده شد. وی در مأموریت اس‌تی‌اس-۵۱-ال، اس‌تی‌اس-۶۹، اس‌تی‌اس-۸۸، اس‌تی‌اس-۱۰۹ حضور داشته‌است.